# Szyszowa (obwód brzeski)
Szyszowa, Szyszowo (biał. Шышова, Szyszowa; ros. Шишово, Szyszowo) – wieś na Białorusi, w obwodzie brzeskim, w rejonie kamienieckim, w sielsowiecie Nowickowicze, w granicach Parku Narodowego „Puszcza Białowieska”.
W pobliżu Szyszowa Leśna Prawa łączy się z Leśną Lewą tworząc Leśną.

## Historia
W dwudziestoleciu międzywojennym leżały w Polsce, w województwie poleskim, w powiecie brzeskim, w gminie Dmitrowicze. W 1921 miejscowość liczyła 264 mieszkańców, zamieszkałych w 52 budynkach, w tym 255 Białorusinów i 9 Polaków. 255 mieszkańców było wyznania prawosławnego i 9 rzymskokatolickiego.
Po II wojnie światowej w granicach Związku Sowieckiego. Od 1991 w niepodległej Białorusi.